# آلبرت اسپنسر (بازیکن فوتبال)
آلبرت اسپنسر (انگلیسی: Albert Spencer؛ زادهٔ) بازیکن فوتبال است.
از باشگاه‌هایی که در آن بازی کرده‌است می‌توان به باشگاه فوتبال ولورهمپتون واندررز و باشگاه فوتبال پورت ویل اشاره کرد.